# Doc Rivers

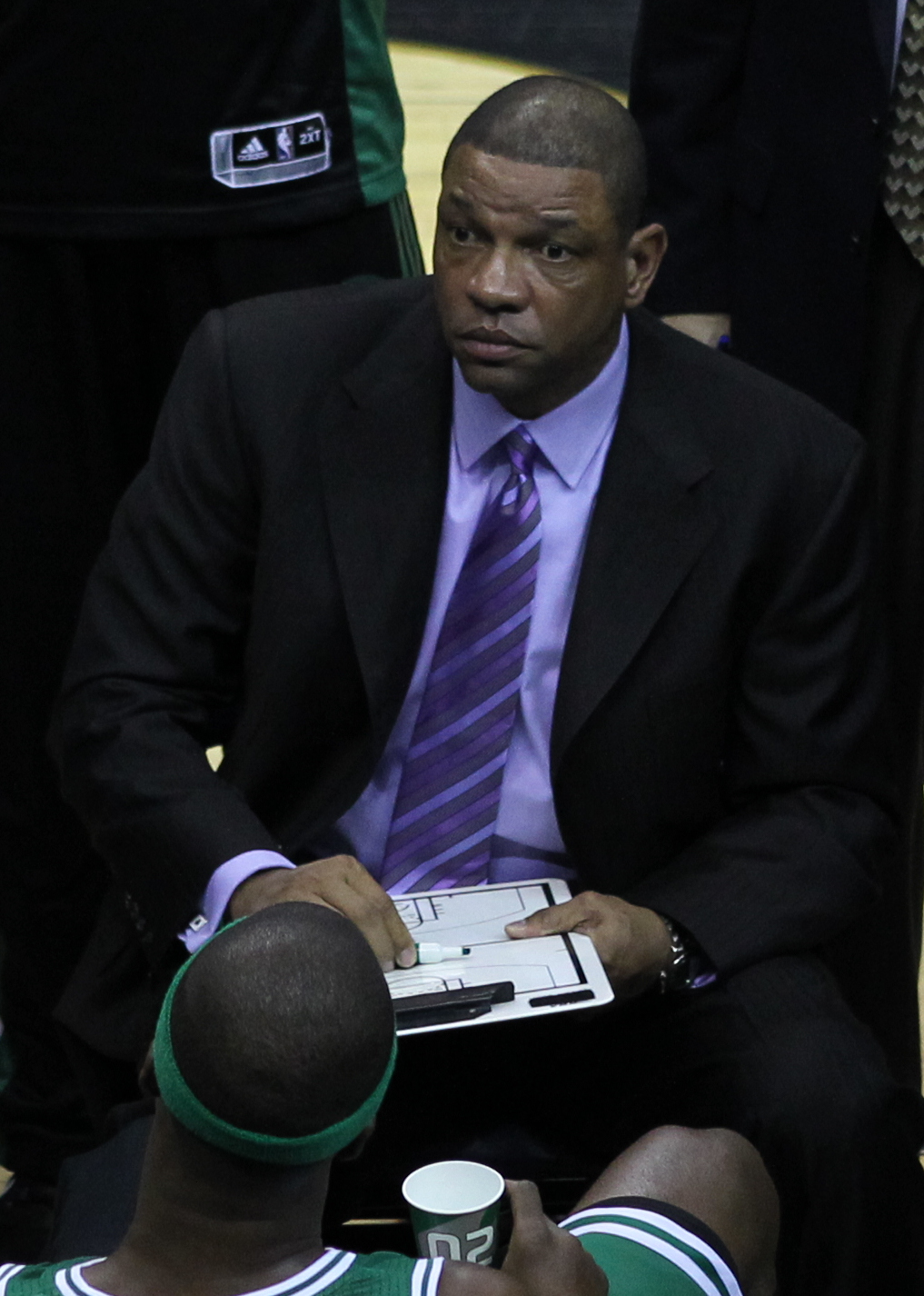
Doc Rivers 2011.

Glenn Anton "Doc" Rivers, född 13 oktober 1961, är en amerikansk baskettränare och före detta basketspelare. Han är huvudtränare för Milwaukee Bucks. Som spelare var han point guard, känd för sina defensiva kvaliteter.

## Lag

### Som spelare
- Atlanta Hawks (1983–1991)
- Los Angeles Clippers (1991–1992)
- New York Knicks (1992–1994)
- San Antonio Spurs (1994–1996)

### Som tränare
- Orlando Magic (1999–2003)
- Boston Celtics (2004–2013)
- Los Angeles Clippers (2013–2020)
- Philadelphia 76ers (2020-)